# Aratinga weddellii
Aratinga weddellii là một loài chim trong họ Psittacidae.

## Hình ảnh

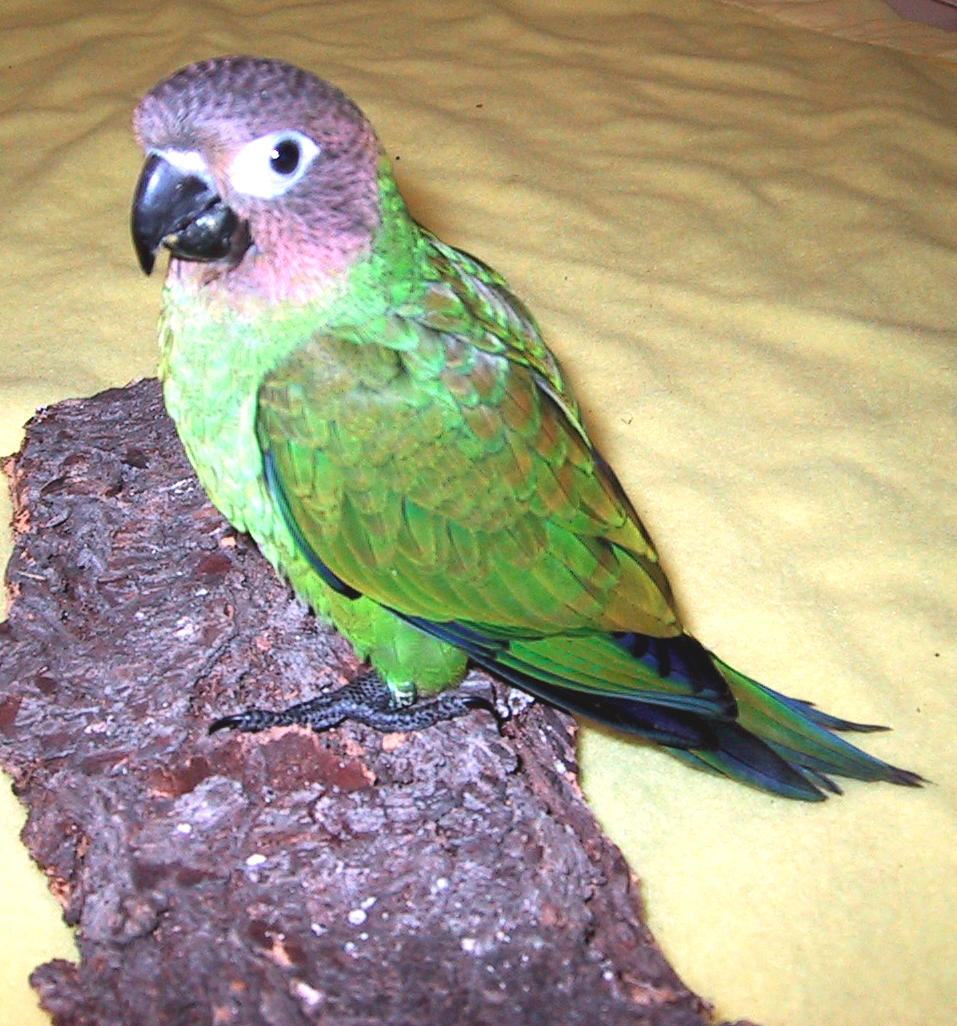
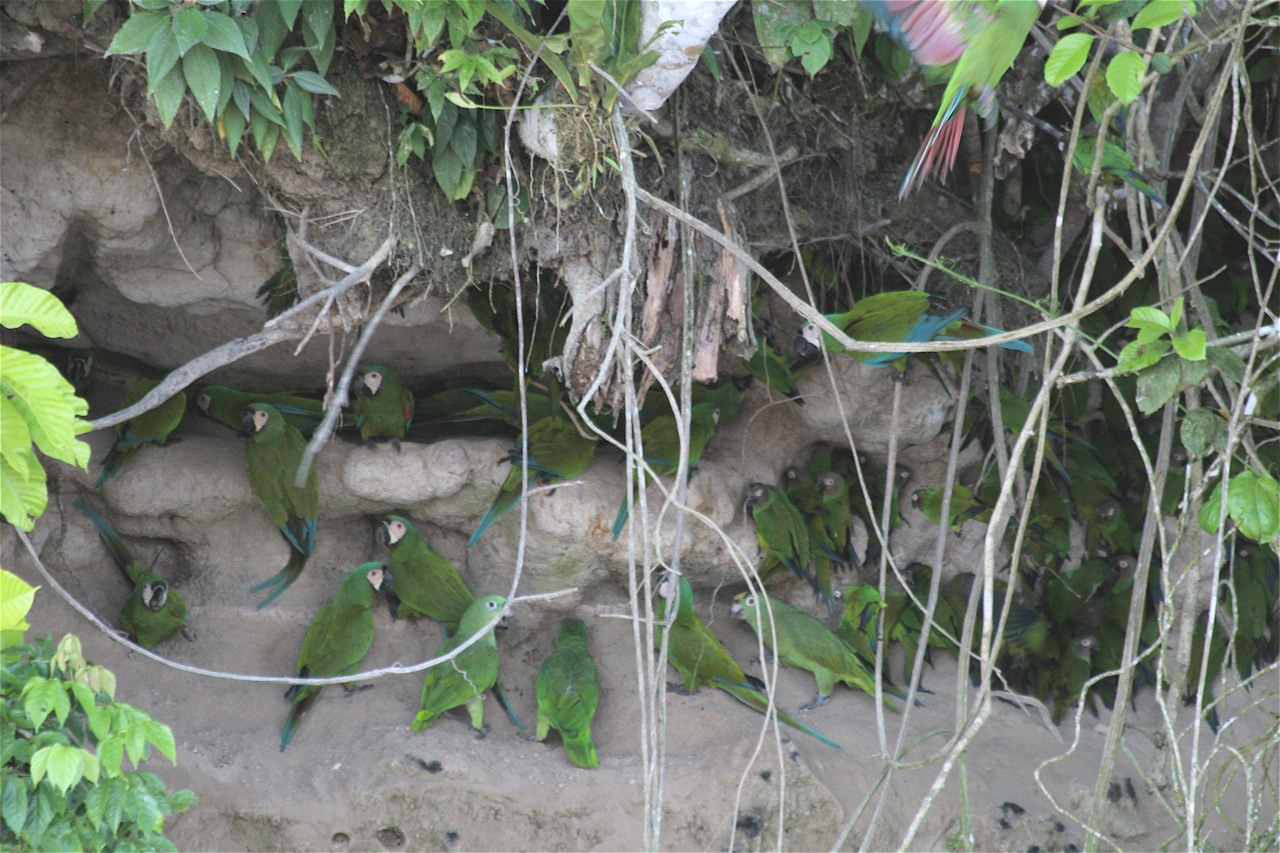
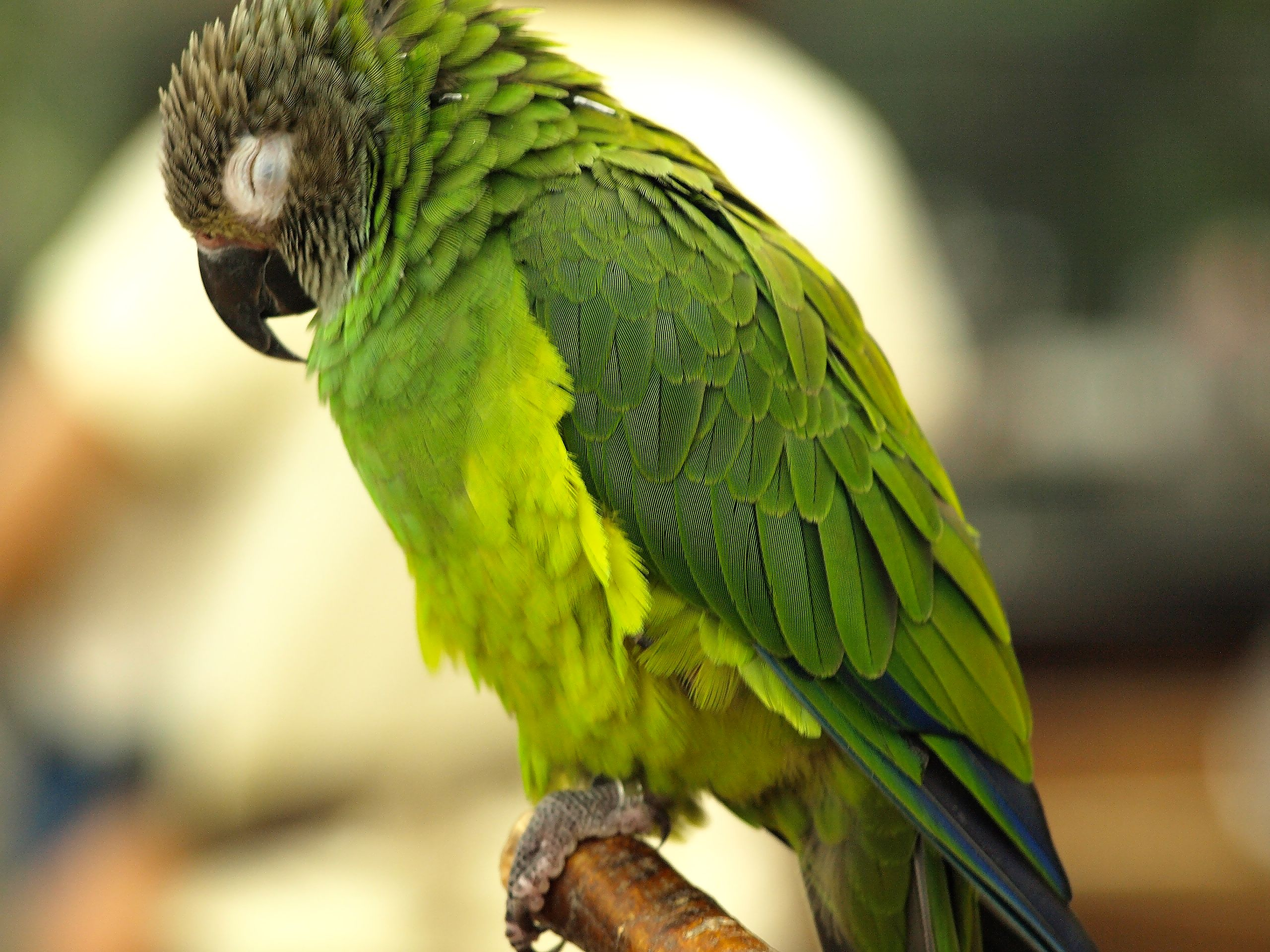